# Герб Болгарии
Герб Болгарии представляет собой червлёный щит, увенчанный исторической короной Болгарии. В щите вздыбленный коронованный золотой лев. Щит держат два золотых коронованных льва. Под щитом расположены ветви дуба и лента с девизом «Съединението прави силата» (Единство даёт силу).
Принято считать, что три льва означают три исторические земли Болгарии: Мёзия, Фракия и Македония.

## Описание
Нынешний герб Болгарии принят народным собранием в 1997 году. Это слегка изменённая версия герба, использовавшегося в 1927—1946 годах. Этот герб, в свою очередь, основывался на личном гербе болгарского царя Фердинанда I.
Согласно конституции Болгарии, принятой в 1991 году:

Ст. 164Герб республики Болгария изображает золотого вздыбленного льва в красном поле щита.
На протяжении нескольких лет между политическими партиями не утихали споры о точном виде герба. Последнее решение было утверждено в законе о государственном гербе Республики Болгарии от 4 августа 1997 года.
Герб Республики Болгария.
Ст. 1Герб Республики Болгария — государственный символ, выражающий независимость и суверенитет болгарского народа и государства.
Ст. 2
1) Герб Республики Болгария — стоящий на задних лапах золотой коронованный лев на тёмно-красном поле в форме щита. Над щитом находится большая корона — корона царя Второго Болгарского Царства с пятью крестами и другим крестом над короной. Щит держат два стоящих на задних лапах золотых коронованных льва, смотрящие на щит. Они стоят на двух скрещенных дубовых ветвях с плодами. Ниже щита на белой с трёхцветными краями ленте написано «Единство даёт силу».
Ст. 3
1) Герб Республики Болгария может быть изображён на государственных печатях согласно закону о государственных печатях.
2) Изображение герба Республики Болгария в других местах, также как и изображение элементов эмблемы на значках, памятных медалях и пр. может быть разрешено только актом Совета Министров.

## История герба

### Средневековые гербы Болгарии
|  | Герб, который несла личная гвардия царя Ивана Шишмана 1371—1395 Древнейшее изображение геральдического льва как символа Болгарии, относящееся к 1295 году, задокументировано в свитке лорда Маршала. В его первой части под № 15 представлен «герб короля Болгарии». Наиболее вероятно, что это царь Смилец или его ближайший предшественник. Ha этом гербе изображён серебряный лев с золотой короной на тёмном щите. В конце XIV века некий арабский путешественник видел в Тырново изображение трёх красных львов, нарисованное на круглом золотом щите, который несла личная гвардия царя Ивана Шишмана. Эта запись сейчас хранится в Национальной Библиотеке Марокко. В 1396 году болгарские земли были захвачены Османской империей, но болгарская корона не была передана Османской династии. Болгарские геральдические знаки этого времени, сохранившиеся в европейских и балканских собраниях гербов, символизируют независимости государства. Постепенно изменялись и появлялись новые версии герба, однако лев оставался самым распространённым символом Болгарии и её правителей. В 1595 году три идущих льва были заменены на одного красного стоящего на задних лапах льва на золотом коронованном щите. В начале XVIII века геральд Павел Ритер-Витезович изменил цвет герба: лев стал золотой, а щит — тёмно-красный. Этот вариант принял знаменитый художник Христофор Жефарович в своей Стемматографии, напечатаной в 1741 году. Его версия сильно повлияла на болгарскую интеллигенцию и революционеров во время национального пробуждения Болгарии, когда лев рассматривался и широко использовался как главный национальный символ. После получения Болгарией независимости в ходе Русско-турецкой войны (1877—78) герб Жефаровича был положен в основу нового государственного герба. |

### ГербКняжества Болгарии
|  | Герб Княжества Болгарии 1879—1880 Он описан в Тырновской конституции 1879 года так: Ст. 21Государственный герб Болгарии — золотой коронованный лев на тёмно-красном поле. Над полем — княжеская корона. Вид и детали герба не были точно установлены специальным законом. Поэтому, несколько десятилетий он принимал разные формы: малая форма; малая форма без гербодержателей и девиза, но с плащом; большая форма с плащом и флагами; средняя форма с гербодержателями и девизом. |
|  | Герб Княжества /Царства Болгарии 1881—1927 |

### ГербЦарства Болгарии
|  | Герб Царства Болгарии 1927—1946 Эта запутанная ситуация была решена парламентской комиссией, собранной в 1923 году. Она утвердила среднюю форму, использовавшуюся как личный герб царя Фердинанда I и его сына — Бориса III, но без династических символов. |

### ГербНародной Республики Болгарии
В 1944 году настало новое время для болгарской геральдики — коммунистическая эра. Традиционный герб был заменён эмблемой. Золотой лев был сохранён, но помещён на овальное синее поле, окружённое пшеничными колосьями, перевязанными лентой с датой образования республики; внизу шестерёнка, а вверху звезда. Эта эмблема происходит от герба СССР. После крушения социалистической формы правления в 1989 году и нескольких лет споров, герб 1927—1946 годов был возвращён с небольшими изменениями.
Символы "9 IX 1944" означают дату государственного переворота и основания Народной Республики Болгарии.
На гербе 1971—1990 годов цифры "681" и "1944" означают годы основания Первого Болгарского Царства и Народной Республики Болгарии соответственно.
|  | Герб Народной Республики Болгарии 1946—1947 |
|  | Герб Народной Республики Болгарии 1947—1948 |
|  | Герб Народной Республики Болгарии 1948—1968 |
|  | Герб Народной Республики Болгарии 1968—1971 |
|  | Герб Народной Республики Болгарии 1971—1990 |